# 许文益
许文益（1917年9月—），上海市南江人，中华人民共和国政治人物、外交官。

## 生平
1938年3月加入八路军，同年8月加入中国共产党。抗日战争期间，任延安三原县安吴堡青年训练班新二连连长，西北军十七师一〇一团三营七连政治指导员，安吴堡青年训练班警卫连政治指导员，延安大学俄文系党支部书记等职。第二次国共内战期间，出任二十七旅政治部宣传科科长、四十五军三五师403团副政治委员。随热东军分区独立团，参加了两次攻打建昌的战役，并于1946年10月第三次进攻建昌后成功攻占建昌。1946年11月中旬，他跟随部队在建昌要路沟进行围歼战，全歼国军九十三军二十师三团第三营一个营和一个加强搜索连的战绩。1948年，许文益随军参加了锦州战役、辽沈战役、平津战役等。中华人民共和国成立后，出任外交部驻德意志民主共和国使馆二秘书处秘书长，外交部司长副司长。1961年7月后，历任世界知识出版社社长。1971年，担任中华人民共和国驻蒙古大使，任内妥善处理九一三事件。1978年2月，郑森禹、张映吾、许文益、张明养受命组成筹建小组。1979年1月，《世界知识》正式复刊。1979年，接替徐明，担任中华人民共和国驻黎巴嫩大使。1981年，由于梦欣接任。